# Kandi
Kandi is een van de 77 gemeenten (communes) in Benin. Kandi ligt in het noordoosten van het land is de hoofdstad van het departement Alibori. De gemeente telt 179.290 inwoners (2013) en heeft een oppervlakte van 3.421 km².
De gemeente is onderverdeeld in tien arrondissementen:
- Angaradébou
- Bensékou
- Donwari
- Kandi I
- Kandi II
- Kandi III
- Kassakou
- Saah
- Sam
- Sonsoro

## Bevolking

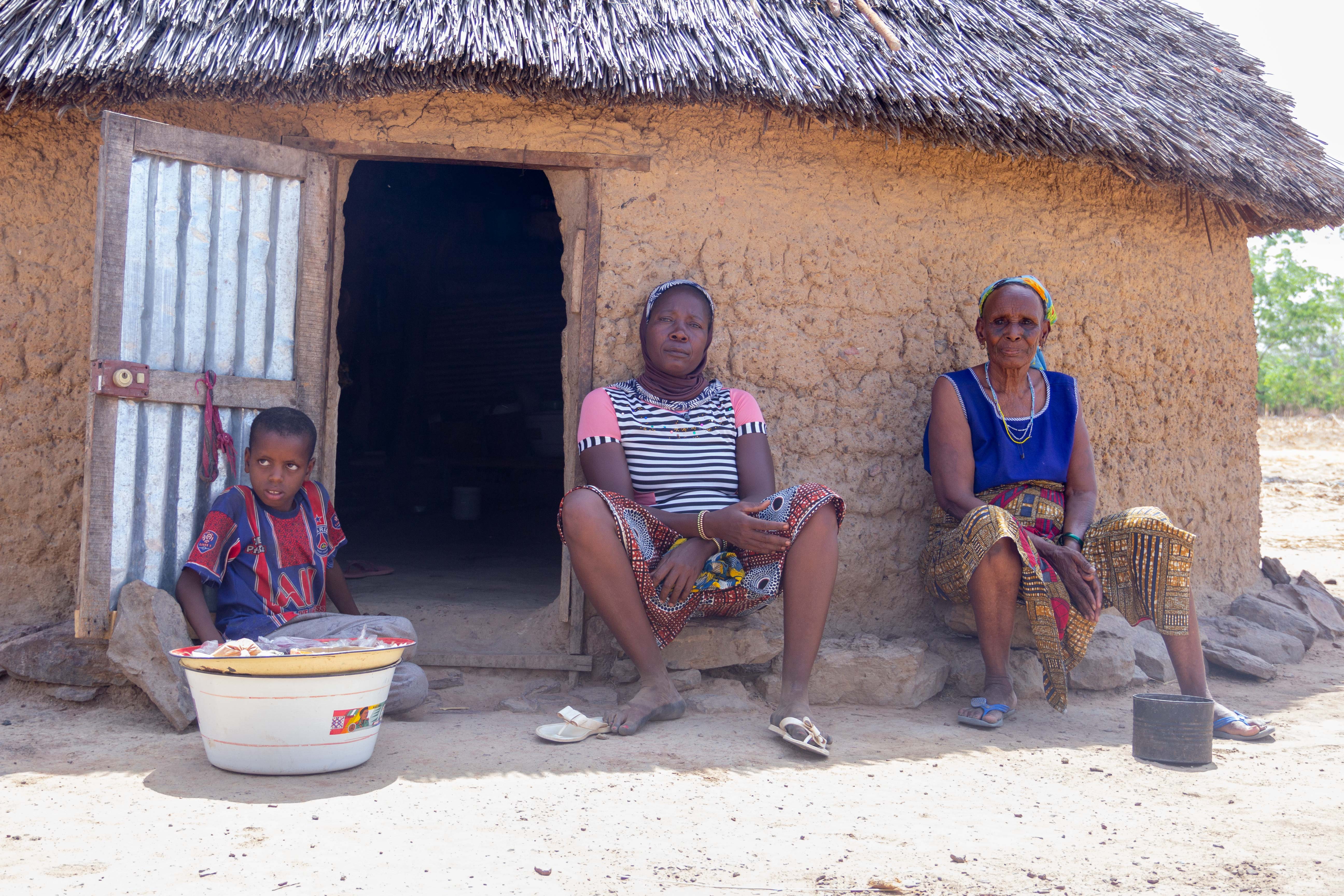
Fulani-familie voor hun woning

Anno 2020 telde de gemeente ongeveer 200.000 inwoners. De bevoking is etnisch divers met als belangrijkste bevolkingsgroepen Bariba, Fulani, Dendi, Mokollé en Boo. Er zijn ook kleinere groepen Otamari, Yoruba, Adja en Fon.
De bevolking bestaat voor het grootste deel (ongeveer 70%) uit moslims. Traditionele Afrikaanse religies zijn er nog steeds invloedrijk. Er is een belangrijke christelijke minderheid. Kandi is de zetel van het rooms-katholieke bisdom Kandi. Een eerste katholieke missiepost in Kandi werd geopend in 1937. Er zijn ook verschillende protestantse en pinksterkerken.
Opm: Bevolkingscijfers in duizendtallen
Bron: KANDI Commune in Benin; 1979-2013: volkstellingen
Bron: Institut National de la Statistique Benin; 2013: volkstelling

## Economie
Kandi is een verkeersknooppunt tussen Banikoara en Segbana (en de grens met Nigeria) en tussen Parakou en Malanville (en de grens met Niger). Er is ook een vliegveld. De economie is voornamelijk gebaseerd op de landbouw. De voornaamste landbouwproducten zijn katoen, kapok, kariténoten, aardnoten, maïs en gierst. Er is ook winning van ijzererts. In de gemeente is het Institut National de Recherche Agricole (INRAB) gevestigd en zijn er verschillende onderwijsinstellingen zoals een normaalschool.

## Geschiedenis
De plaats werd gesticht in de 16e eeuw vanuit het koninkrijk Nikki en Kandi werd zelf een klein koninkrijk. Hiervan is het voormalig koninklijk paleis van Kandi een overblijfsel.

## Geboren
- Alassane Seidou (1958), arts en politicus

## Afbeeldingen

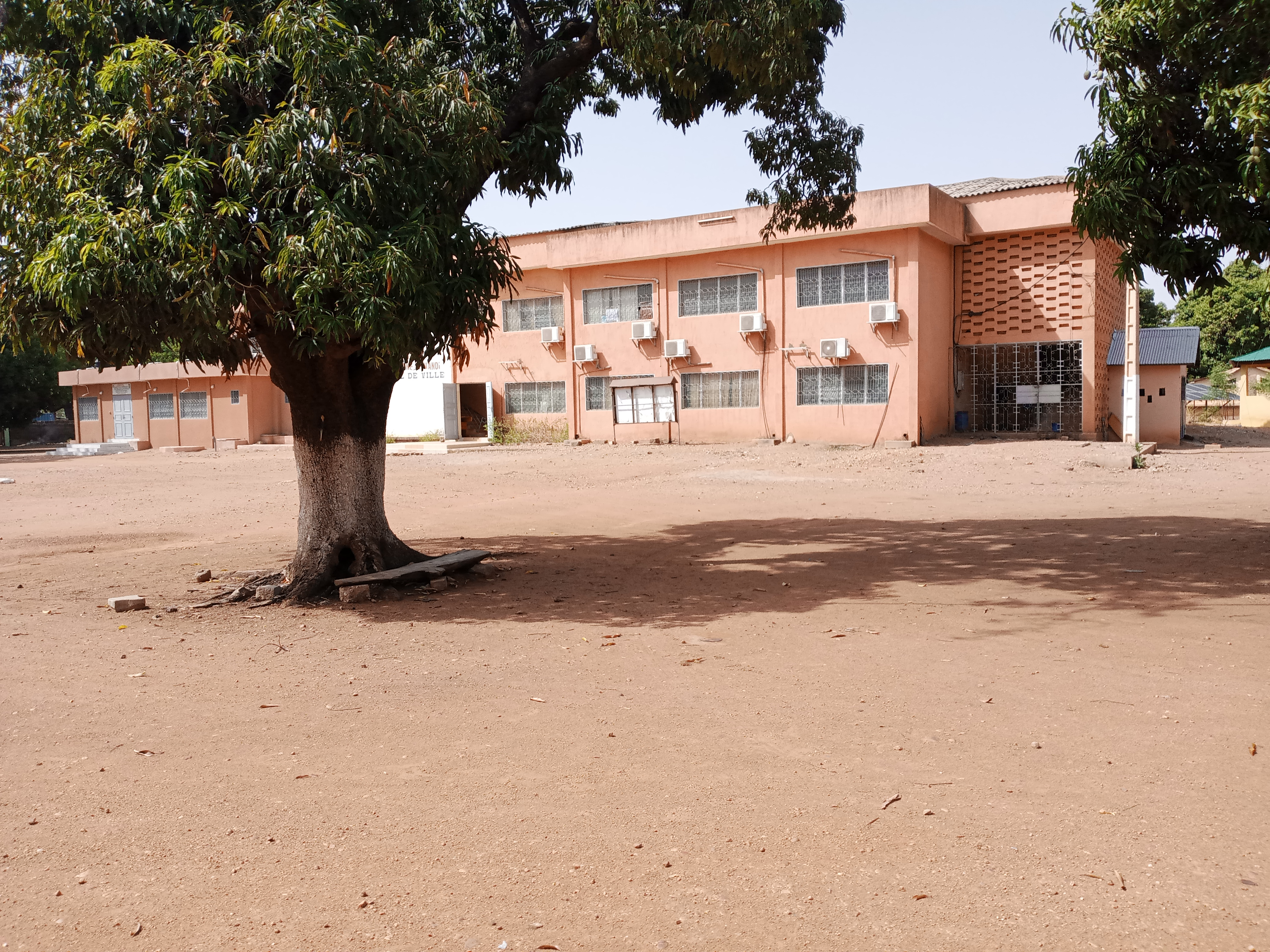
Gemeentehuis
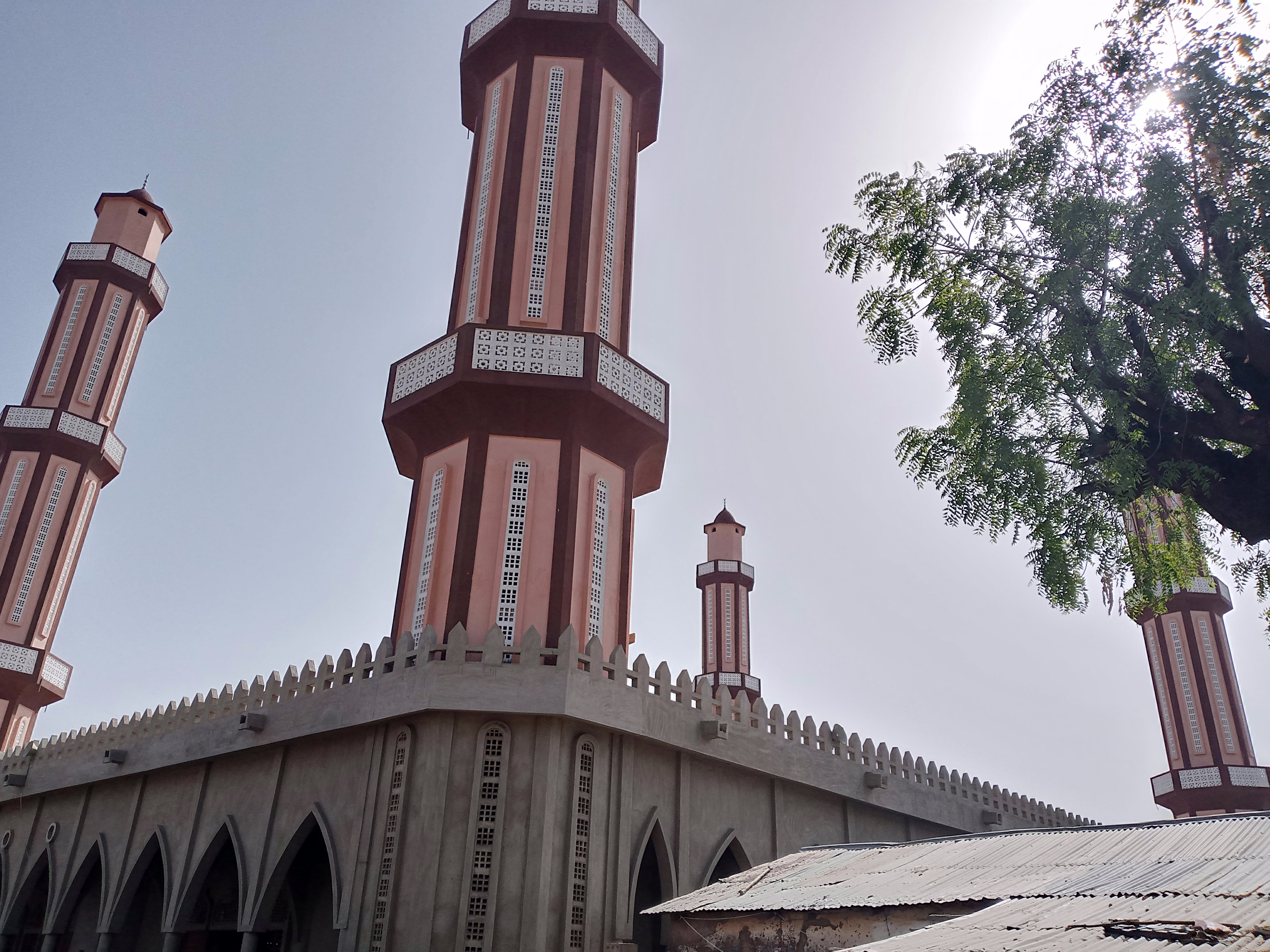
Centrale moskee
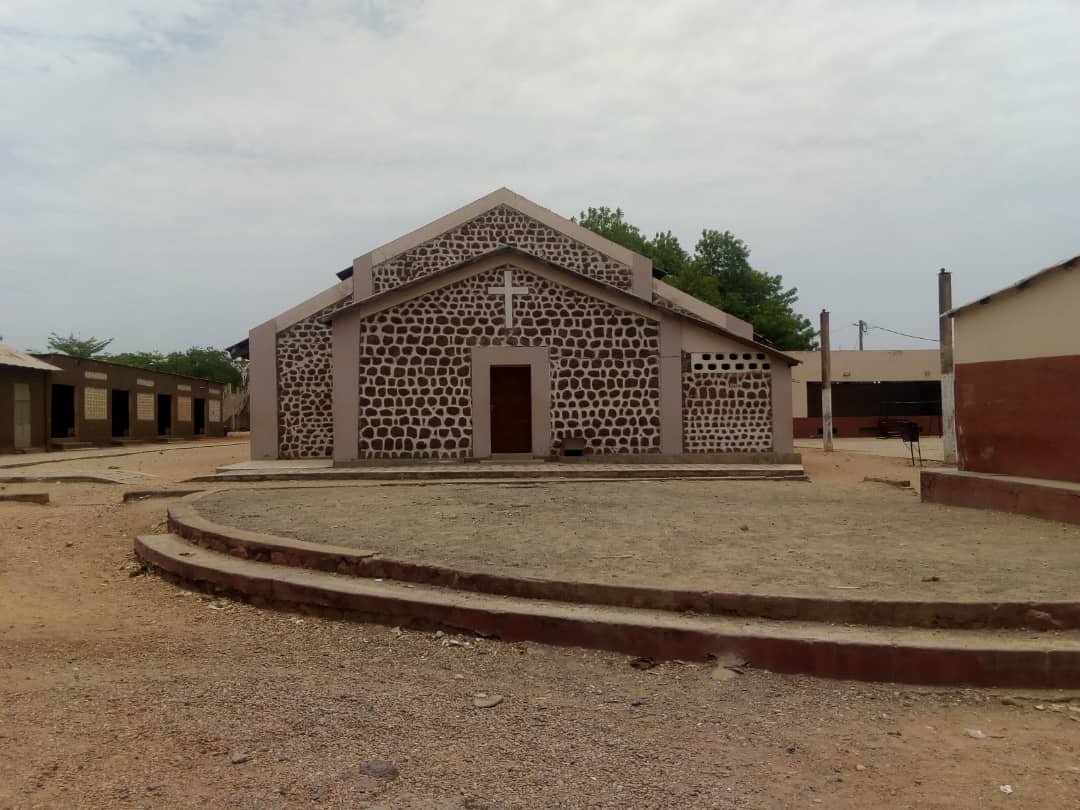
Katholieke kathedraal
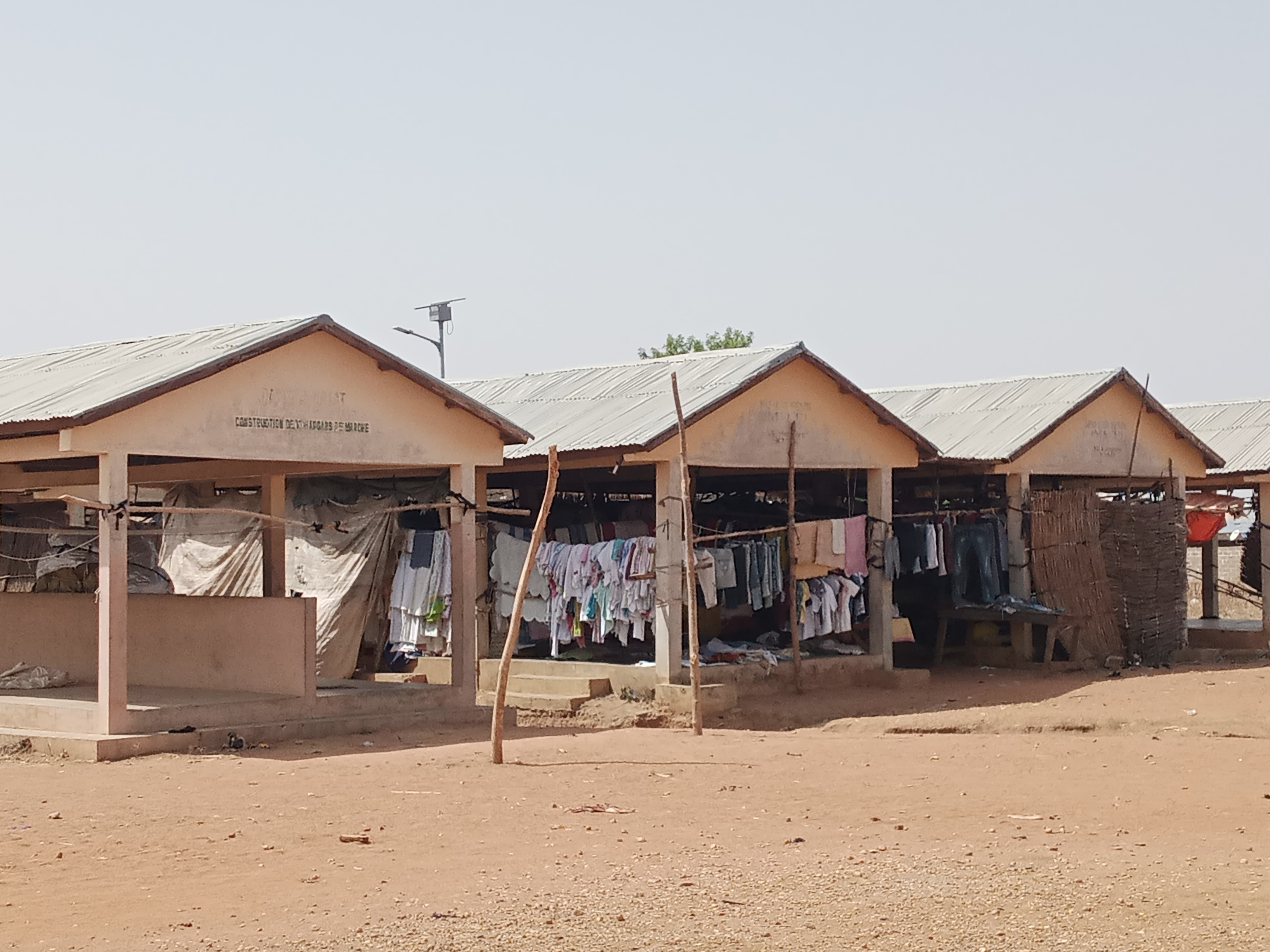
Kledingmarkt

- Virtual International Authority File: 1559155226699184490001